# Persona desplaçada

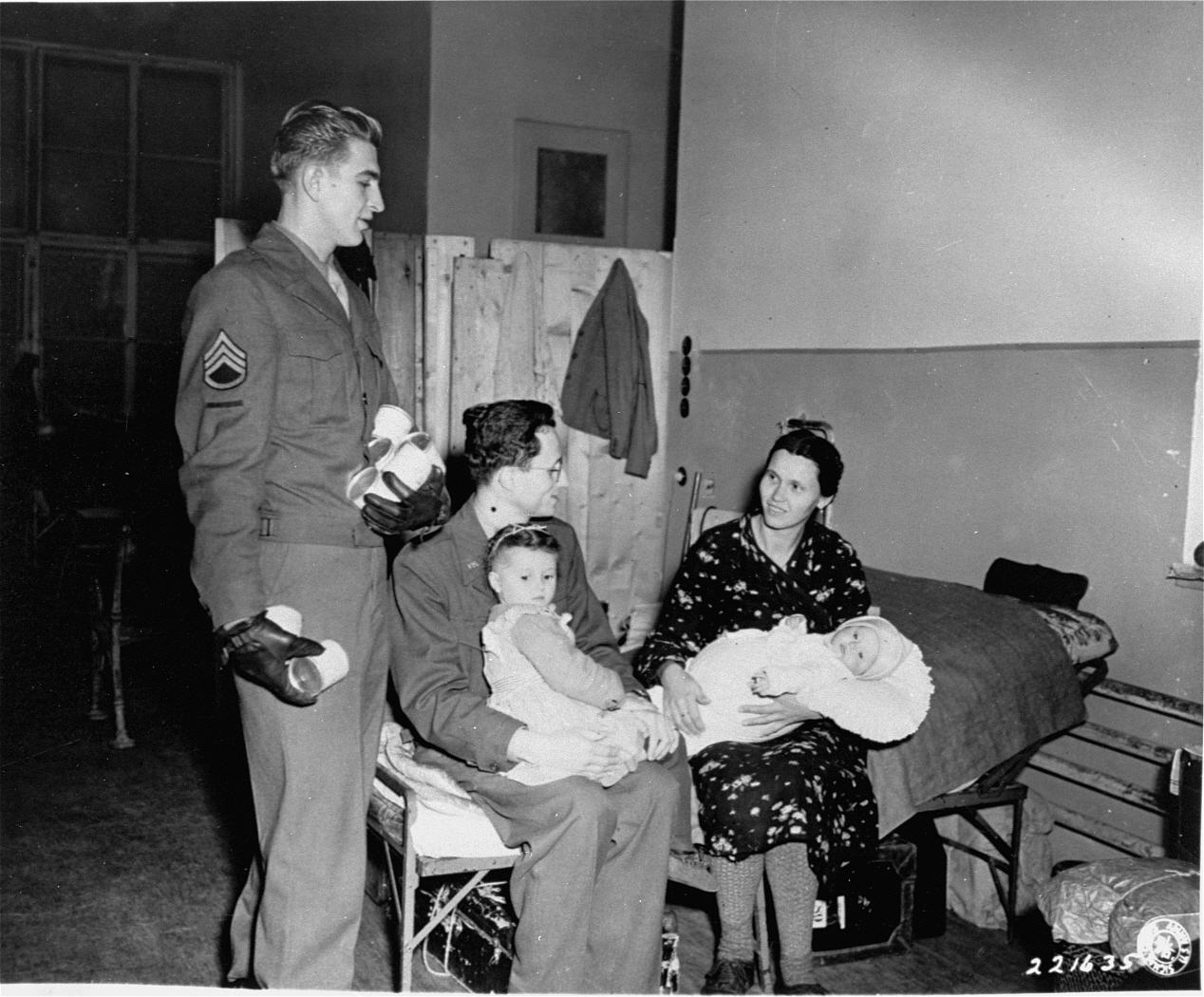
El sergent Edward Bolshefski, de l'Àrea ocupada de Viena, donant llet a desplaçats jueus de Viena

Una persona desplaçada (en anglès, displaced person, abreujat DP) és una persona que s'ha vist obligat a abandonar el seu lloc natal, un fenomen conegut com a migració forçada.

## Origen del concepte
El terme va ser utilitzat per primer cop durant la Segona Guerra Mundial a causa de l'èxode de refugiats resultants d'Europa oriental, quan s'utilitzava per referir-se específicament als que fugien del seu país d'origen com a refugiats, presoners o un treballador esclau. El significat s'ha ampliat considerablement en l'últim mig segle. Una persona desplaçada pot també referir-se a un emigrant forçat. El terme "refugiat" també s'utilitza comunament com a sinònim de persona desplaçada, causant confusió entre la classe descriptiva en general de qualsevol persona que ha deixat la seva llar i el subgrup de definits legalment com a refugiats, que gaudeixen d'una protecció jurídica internacional especificada. La majoria de les víctimes de la guerra, refugiats polítics i persones desplaçades de l'immediat període de postguerra van ser els ucraïnesos, polonesos i altres eslaus que es van negar a tornar a Europa dominada per la Unió Soviètica.
AJ Jaffe afirma que el terme va ser encunyat originalment pel sociòleg Eugene M. Kulischer.

## Aspectes de dret internacional
Si la persona desplaçada ha creuat una frontera internacional i entra en un dels instruments jurídics internacionals pertinents, es considera un refugiat. Un migrant forçat que deixa la seva llar a causa de la persecució política o la violència, però que no creua una frontera internacional, és comunament considerat dins la categoria menys definida de desplaçats interns (IDP), i és subjecte a una protecció internacional menor. El desplaçament forçat d'un nombre de refugiats o desplaçats interns d'acord amb una política identificable és un exemple de transferència de població. Una persona desplaçada que creua una frontera internacional sense el permís del país on està entrant és un immigrant il·legal. El cas recent més visible d'això és el gran nombre de nord-coreans que s'han assentat a la regió fronterera de la Xina.
Un immigrant que ha fugit a causa de dificultats econòmiques és un immigrant econòmic. Un sub-conjunt especial d'aquests són els desplaçaments induïts pel desenvolupament, en el qual l'immigrant forçat és obligat a abandonar la seva llar a causa de projectes com el de la Presa de les Tres Gorges a la República Popular de la Xina i a diversos embassaments indis. Per desplaçats interns s'entén aquell qui es veu obligat a emigrar per raons diferents de les condicions econòmiques, com la guerra o la persecució. Hi ha un corrent d'opinió que sosté que les persones subjectes a desplaçament induït pel desenvolupament han de tenir una major protecció jurídica que el concedit als immigrants econòmics.
Sovint hi ha persones obligades a desplaçar-se a causa de catàstrofes naturals o provocades per l'home. Cap instrument jurídic internacional els protegeix, malgrat que el seu benestar és responsabilitat de l'estat del que en siguin ciutadans. Les nacions estrangeres solen oferir alleujament als desplaçats pels desastres per tal de mitigar els efectes de desastres naturals.
Arran dels efectes de l'huracà Katrina el 2005, el terme "refugiat" s'usa a vegades per a descriure les persones desplaçades per la tempesta i les seqüeles. Hi va haver un clam per tal que el terme no s'utilitzés per descriure nord-americans desplaçats dins del seu propi comtat, i fou substituït pel terme "evacuat".